# Боргата Костијера (Трапани)
Боргата Костијера је насеље у Италији у округу Трапани, региону Сицилија.
Према процени из 2011. у насељу је живело 410 становника. Насеље се налази на надморској висини од 124 м.